# Streltser

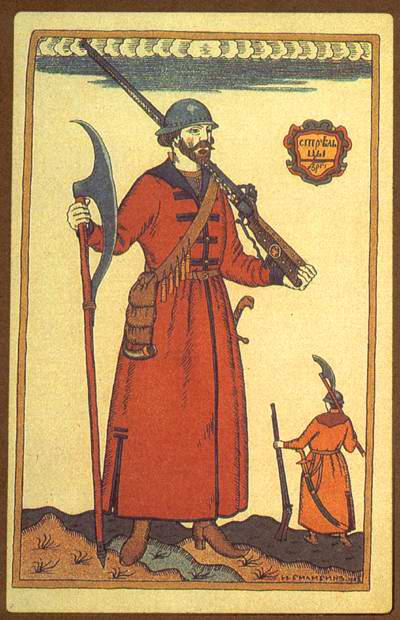
Rysk strelets från början på 1600-talet.

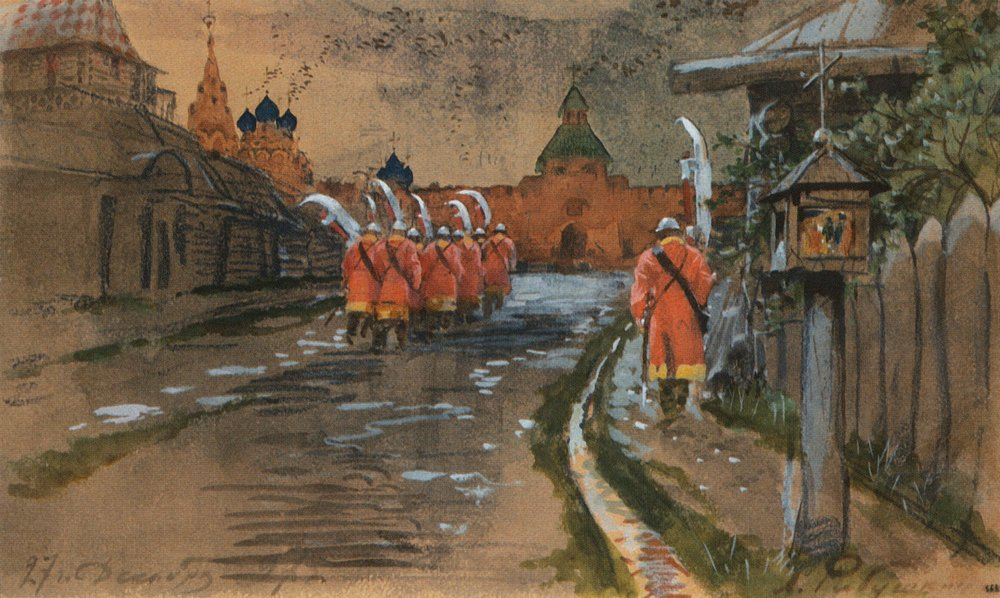
Streltser i Moskva

Streltser, rysk pluralform стрельцы (utt. streltsy), singularis стрелец (utt. strelets), som betyder "skytt" eller "musketör", var en militär vaktstyrka samt infanteri i Ryssland från 1500-talet och fram till tidigt 1700-tal. De utgjorde under lång tid de ryska reguljära trupperna.

## Tillkomst
Streltserarmén skapades i huvudsak mellan 1545 och 1550 av Ivan den förskräcklige. Ursprungligen rekryterades streltserna från fria hantverkare i städerna och från bondebefolkningen. Med tiden blev de en ärftlig krigarkast.

## Beväpning
Streltsernas beväpning bestod av en handkanon (ry. pisjtjalj), pålyxa (ry. berdysj), sabel, hakbössa (ry. arkebuza, en typ av musköt) och hillebard. Enligt reglementet skulle de också ha krutbehållare, en väska för kulor, en väska för stubintråd samt en hjälm av stål (s.k. järnmössa).
Fanförare hade endast sabel som vapen, medan officerarna hade även stavar.
I början av 1600-talet och under 1680-talet inkluderade streltserregementen även pikenerare som var beväpnade med långa spjut och pikenerarvärjor.

## Uniformen
Streletsregementen hade en standarduniform och en paraduniform som var obligatorisk för alla, som bestod av en kaftan, zipun, mössa, byxor och stövlar, vars färg var reglerad beroende på vilket regemente en strelets tillhörde.
För utförandet av vardagliga sysslor användes en fältuniform, en sorts klänning, som var utskuren på samma sätt som paraduniformen, men som var tillverkat av billigare grått, svart eller brunt tyg.